# Petilium tibiale
Petilium tibiale là một loài tò vò trong họ Ichneumonidae.